# Serra de Bescanó
La Serra de Bescanó és una serra situada al municipi d'Orís (Osona), amb una elevació màxima de 948,3 metres.